# Tour de Francia 1907
El 5.º Tour de Francia se realizó entre el 8 de julio y el 4 de agosto de 1907 en un recorrido de 4.488 kilómetros repartidos entre 14 etapas.
El vencedor, Lucien Petit-Breton, completó la carrera con una velocidad media de 28,47 km/h 
Por primera vez se incluyeron ascensiones a puertos de montaña de los Alpes occidentales. En un primer momento, la carrera fue dominada por Emile Georget, que ganó cinco de las ocho primeras etapas. En la novena etapa rompió la bicicleta y un compañero de equipo le prestó la suya. Esto le supuso una sanción, ya que las normas del momento lo impedían, lo que hizo que Lucien Petit-Breton pasara a liderar la carrera. Petit-Breton ganó dos de las etapas restantes, y el Tour.

## Cambios respecto en el Tour de Francia 1906
René Pottier, el vencedor del Tour de Francia 1906, no pudo defender el título porque se había suicidado a principios de 1907.
La longitud del Tour volvió a incrementarse con una etapa, y por primera vez se pasó por Suiza, al mismo tiempo que por primera vez una etapa finalizaba fuera de Francia, en Metz que desde 1871 formaba parte de  Alemania. Las etapas de montaña habían sido un gran acierto, según el organizador Henri Desgrange, lo que hizo incluir ascensiones por los Alpes occidentales. 
Por primera vez un coche con mecánicos de bicicletas iba siguiendo los ciclistas, para dar asistencia técnica a los corredores.
Se vuelve a emplear el mismo sistema de puntos que en la edición anterior para determinar el ganador de la carrera: en todas las etapas, al ganador se le daba un punto, al siguiente dos puntos, y así sucesivamente. Tras la octava etapa, cuando sólo quedaban 49 ciclistas en carrera, los puntos dados en las ocho primeras etapas fueron redistribuidos entre los ciclistas restantes, de acuerdo con sus posiciones en aquellas etapas.

## Participantes
No todos los ciclistas competían por la victoria, ya que algunos sólo tomaron parte en la carrera como cicloturistas. El más notable de ellos fue Henri Pépin. Pépin había contratado a dos pilotos, Jean Dargassies y Henri Gauban para correr con él. Se tomaban la carrera como un paseo de placer, parando para comer cuando ellos querían y pasando la noche los mejores hoteles que encontraban. Dargassies y Gaub fueron los primeros ciclistas en la historia del Tour de Francia en correr siguiendo los intereses de su jefe de filas. Durante la carrera se encontraron con otro competidor del Tour de Francia, Jean-Marie Teychenne, tendido en una zanja. Lo ayudaron a levantarse y le dieron comida, y a partir de ese momento Teychenne también pasó a ayudar a Pépin.
Como en los años anteriores, había dos clases de ciclistas, los coureurs de vitesse y los coureurs sur machines poinçonnées. De los 93 ciclistas en la partida de la carrera, 82 se encontraban en la categoría poinçonnée, lo que significaba que tenían que terminar la carrera con la misma bicicleta en salir, y si se rompía, la tenían que arreglar sin ayuda. Los coureurs de vitesse podían obtener ayuda del coche de asistencia técnica cuando tenían que arreglar una bicicleta, y cuando una bicicleta era irreparable podían cambiarla por una nueva.

## Desarrollo de la carrera

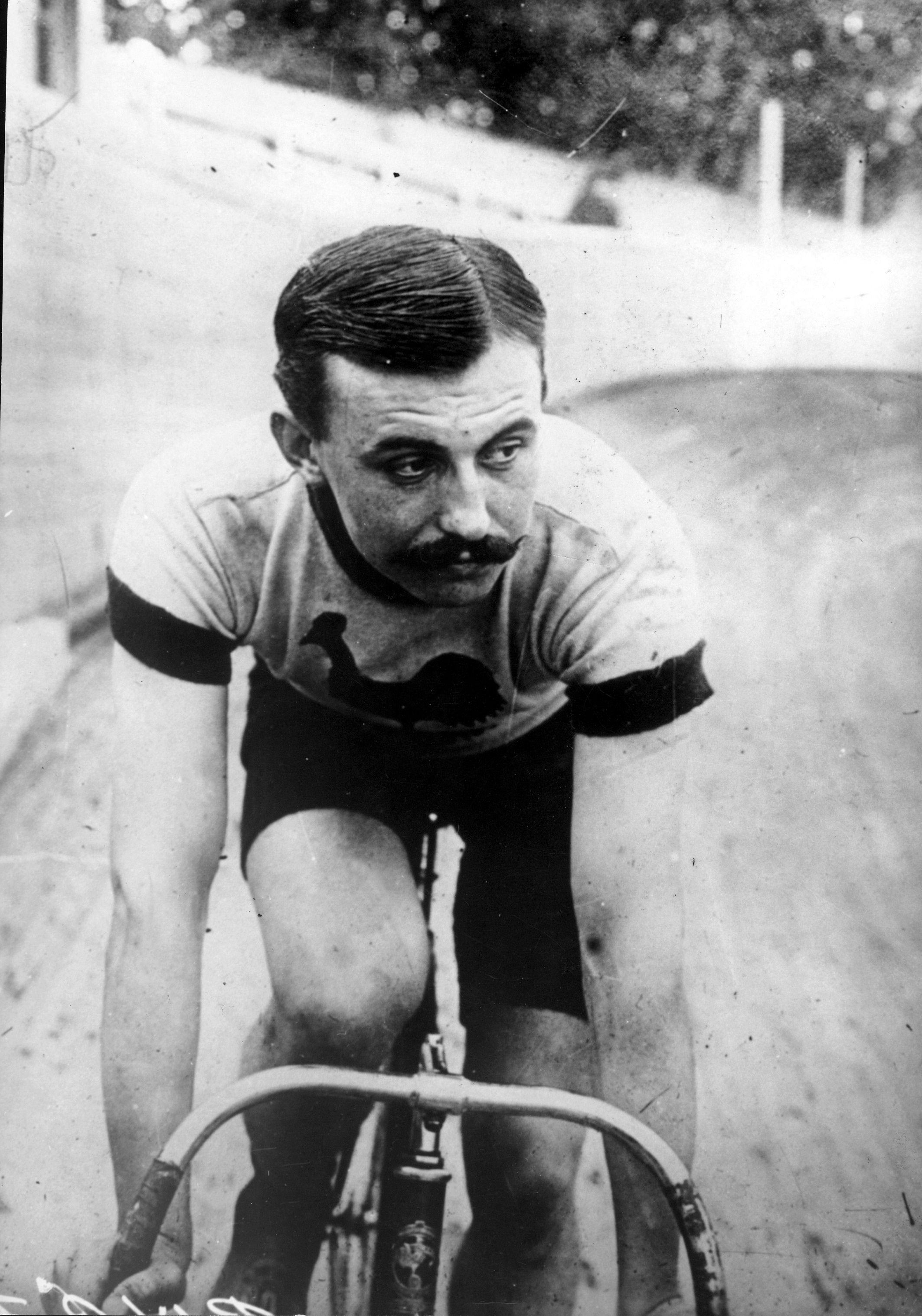
Lucien Petit-Breton, el vencedor del Tour de Francia de 1907.

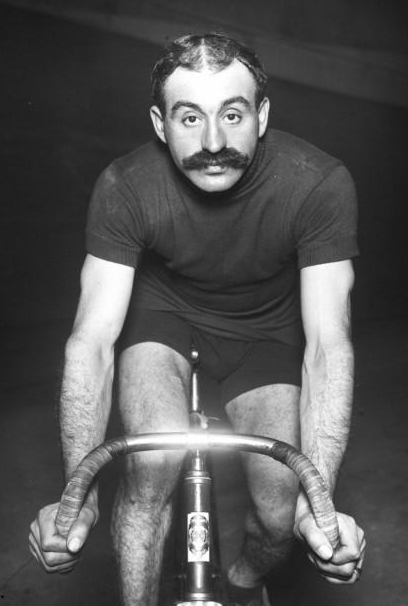
Émile Georget en 1912

Al comenzar la carrera, Louis Trousselier, François Faber y Emile Georget eran los principales favoritos. En la segunda etapa, el Tour cruzó la frontera franco-alemana para acabar en Metz, que entonces formaba parte de Alemania. Las autoridades alemanas permitieron a los ciclistas finalizar la etapa allí, pero no permitieron que ondeara la  bandera francesa ni que los coches de los oficiales de carrera entraran en la ciudad. 
Al final de la etapa, Georget superó a Trousselier por un margen muy pequeño. Después de una investigación, el organizador del Tour, Desgrange, decidió poner a ambos ciclistas en el primer lugar. En la tercera etapa el Tour volvió a Francia, y en la frontera los ciclistas fueron parados por dos funcionarios de aduanas franceses, haciendo que la carrera tuviera tanto atraso que se tuviera que volver a reiniciar la misma.
Emile Georget ganó cinco de las ocho primeras etapas, y tenía una amplia ventaja. En la séptima etapa, Marcel Cadolle, entonces segundo en la general, cayó, se hirió la rodilla y se tuvo que retirar.
Durante la novena etapa, cuando Georget lideraba la carrera, rompió el cuadro de la bicicleta en un punto de paso. De acuerdo con las reglas vigentes Georget debería haber arreglado su bicicleta solo, pero eso le habría supuesto más de cinco horas perdidas. Así pues, decidió cambiar la bicicleta con su compañero de equipo Pierre-Gonzague Privat, siendo sancionado con 500 francos Después de esta etapa, ganada por Petit-Breton, la clasificación general quedó de la siguiente manera:
| Clasificación general después de la novena etapa |                     |        |
| Posición                                         | Ciclista            | Puntos |
| ------------------------------------------------ | ------------------- | ------ |
| 1.º                                              | Emile Georget       | 17     |
| 2.º                                              | Lucien Petit-Breton | 37     |
| 3.º                                              | Louis Trousselier   | 40     |
| 4.º                                              | Gustave Garrigou    | 53     |

Descontentos con la multa puesta a Georget, Trousselier y su equipo Alcyon abandonaron el Tour en señal de protesta.
Después de la décima etapa los organizadores dieron a Georget una sanción adicional por el cambio de bicicleta de la novena etapa. Se modificó la clasificación de la novena etapa, pasando a Georget de la cuarta posición a la 48, lo que le supuso una penalización de 44 puntos en la clasificación general, y que pasara del primer al tercer lugar. La nueva clasificación, después de la décima etapa, fue:
| Clasificación general después de la décima etapa |                     |        |
| Posición                                         | Ciclista            | Puntos |
| ------------------------------------------------ | ------------------- | ------ |
| 1.º                                              | Lucien Petit-Breton | 39     |
| 2.º                                              | Gustave Garrigou    | 54     |
| 3.º                                              | Emile Georget       | 64     |

El liderazgo pasó a manos de Lucien Petit-Breton. Aunque ya había terminado en quinta y cuarta posición en años anteriores, 
era un ciclista relativamente desconocido, y había empezado corriendo en la categoría de coureurs sur machines poinçonnées. Petit-Breton acabó las siguientes etapas siempre entre los tres primeros, por lo que ningún otro ciclista fue capaz de luchar por la victoria en la general. Al terminar la carrera había aumentado su ventaja a 19 puntos respecto a Garrigou y 27 puntos respecto a Georget.

## Las etapas
| Etapa | Fecha       | Recorrido         | Distancia (km) | Ganador             | Líder               |
| ----- | ----------- | ----------------- | -------------- | ------------------- | ------------------- |
| 1.ª   | 8 de julio  | París - Roubaix   | 272            | Louis Trousselier   | Louis Trousselier   |
| 2.ª   | 10 de julio | Roubaix - Metz    | 398            | Émile Georget       | Louis Trousselier   |
| 3.ª   | 12 de julio | Metz - Belfort    | 259            | Émile Georget       | Émile Georget       |
| 4.ª   | 14 de julio | Belfort - Lyon    | 309            | Marcel Cadolle      | Émile Georget       |
| 5.ª   | 16 de julio | Lyon - Grenoble   | 311            | Émile Georget       | Émile Georget       |
| 6.ª   | 18 de julio | Grenoble - Niza   | 345            | Georges Passerieu   | Émile Georget       |
| 7.ª   | 20 de julio | Niza - Nimes      | 345            | Émile Georget       | Émile Georget       |
| 8.ª   | 22 de julio | Nimes - Toulouse  | 303            | Émile Georget       | Émile Georget       |
| 9.ª   | 24 de julio | Toulouse - Bayona | 299            | Lucien Petit-Breton | Émile Georget       |
| 10.ª  | 26 de julio | Bayona - Burdeos  | 269            | Gustave Garrigou    | Lucien Petit-Breton |
| 11.ª  | 28 de julio | Burdeos - Nantes  | 391            | Lucien Petit-Breton | Lucien Petit-Breton |
| 12.ª  | 30 de julio | Nantes - Brest    | 321            | Gustave Garrigou    | Lucien Petit-Breton |
| 13.ª  | 1 de agosto | Brest - Caen      | 415            | Émile Georget       | Lucien Petit-Breton |
| 14.ª  | 4 de agosto | Caen - París      | 251            | Georges Passerieu   | Lucien Petit-Breton |

## Clasificación
Aunque fueron 110 los ciclistas que se inscribieron para tomar la salida en el Tour de Francia de 1907, finalmente 17 no se presentaron, tomando la salida 93 ciclistas. De estos 33 finalizaron la carrera.
Los ciclistas no estaban agrupados oficialmente por equipos, pero algunos ciclistas tenían el mismo patrocinador, aunque no se les permitió trabajar juntos.
| Clasificación general |                     |                |        |             |
| Ciclista              | Ciclista            | Publicidad     | Puntos | Categoría   |
| --------------------- | ------------------- | -------------- | ------ | ----------- |
| 1.º                   | Lucien Petit-Breton | Peugeot-Wolber | 47     | Poinçonnées |
| 2.º                   | Gustave Garrigou    | Peugeot-Wolber | 66     | Vitesse     |
| 3.º                   | Emile Georget       | Peugeot-Wolber | 74     | Vitesse     |
| 4.º                   | Georges Passerieu   | Peugeot-Wolber | 85     | Vitesse     |
| 5.º                   | François Beaugendre | Otav           | 123    | Poinçonnées |
| 6.º                   | Eberardo Pavesi     | Alcyon–Dunlop  | 150    | Poinçonnées |
| 7.º                   | François Faber      | Labor-Dunlop   | 156    | Poinçonnées |
| 8.º                   | Augustin Ringeval   | Labor-Dunlop   | 184    | Vitesse     |
| 9.º                   | Aloïs Catteau       | -              | 196    | Poinçonnées |
| 10.º                  | Ferdinand Payan     | -              | 227    | Poinçonnées |

### Otras clasificaciones
Lucien Petit-Breton fue también el vencedor de la categoría de coureurs sur machines poinçonnées.
El diario organizador de la carrera, L'Auto nombró a Emile Georget el meilleur grimpeur, el mejor escalador. este título no oficial es el predecesor de la clasificación de la montaña.

## Libros y otros
- Coll., Tour de Francia, 100 años, París, L'Équipe, 2003] (enlace roto disponible en Internet Archive; véase el historial, la primera versión y la última)., tomo 1, pp.54-59 (en francés)

## Sitios externos
- Wikimedia Commons alberga una categoría multimedia sobre Tour de Francia 1907.
- La mémoire du cyclisme / Tour 1907 Archivado el 5 de septiembre de 2008 en Wayback Machine. (en francés)

- Datos: Q249109
- Multimedia: Tour de France 1907 / Q249109